# 明善寺
明善寺（みょうぜんじ）は岐阜県大野郡白川村の荻町集落にある真宗大谷派の寺院で、山号を松原山と称する。合掌造りの寺として知られる。
白川村の光明山本覚寺が延宝8年（1680年）に真宗大谷派から本願寺派へ転派した際に、大谷派本山は本覚寺の阿弥陀如来と名号を取り上げて村内の大谷派の門徒に与えた。
元文元年（1736年）、玄西が大谷派の寺院を創建した際にこの名号と本尊が下付されて、寺の本尊となっている。
延享元年（1744年）に本山より寺号を許されて松原山明善寺を名乗る。
茅葺の鐘楼門は享和2年（1801年）、庫裏は文化12年（1817年）の建立でともに岐阜県の文化財に指定されている。特に合掌造りで作られた庫裏の内部は合掌造りや郷土資料を集めた明善寺庫裏郷土館となっており多くの観光客が訪れる。
また、本堂は文政10年（1827年）の建築であり白川村の文化財となっている。境内に植えられているイチイは本堂建立の際に植樹されたものといわれ岐阜県の天然記念物となっている。

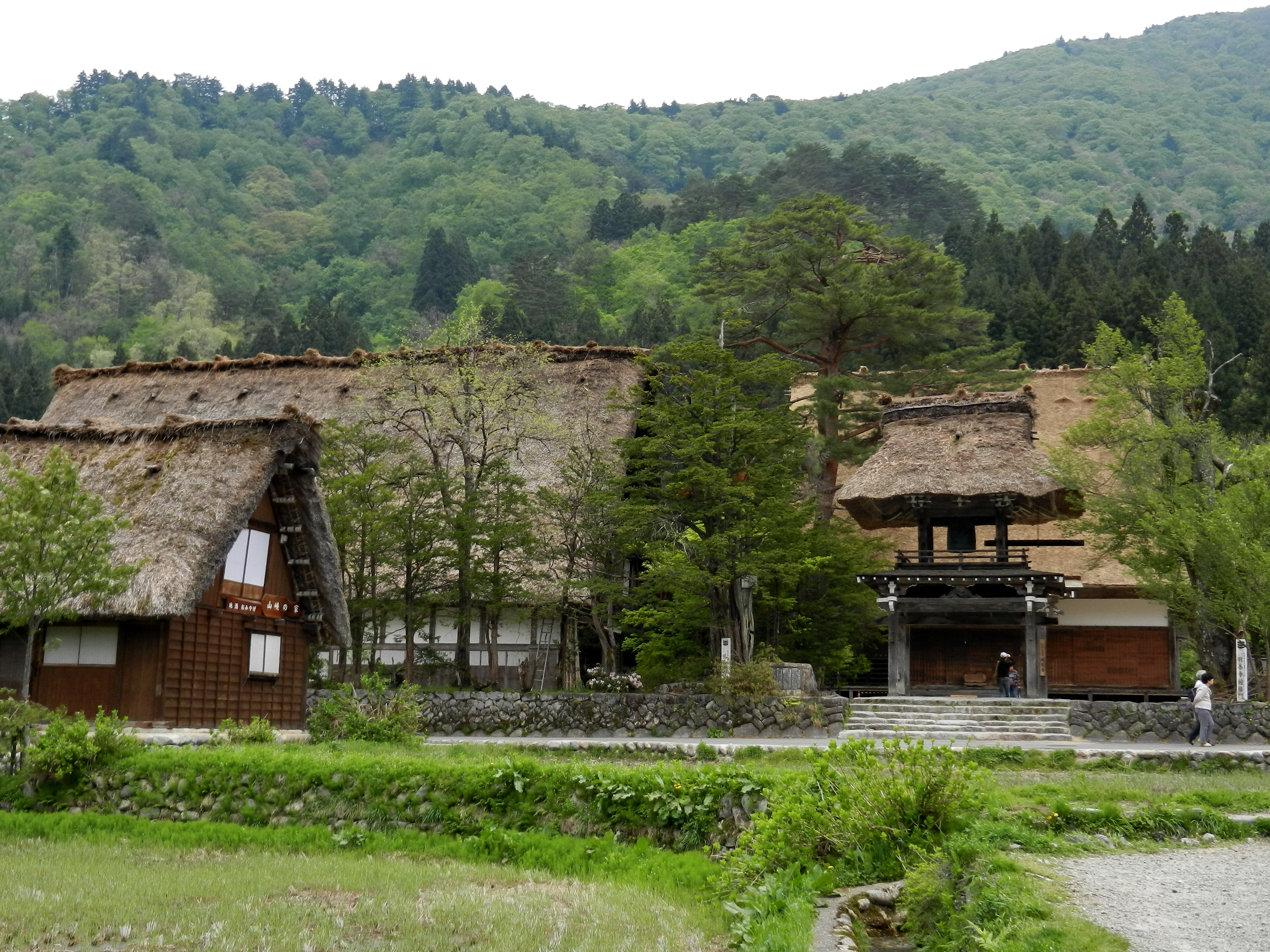
外観
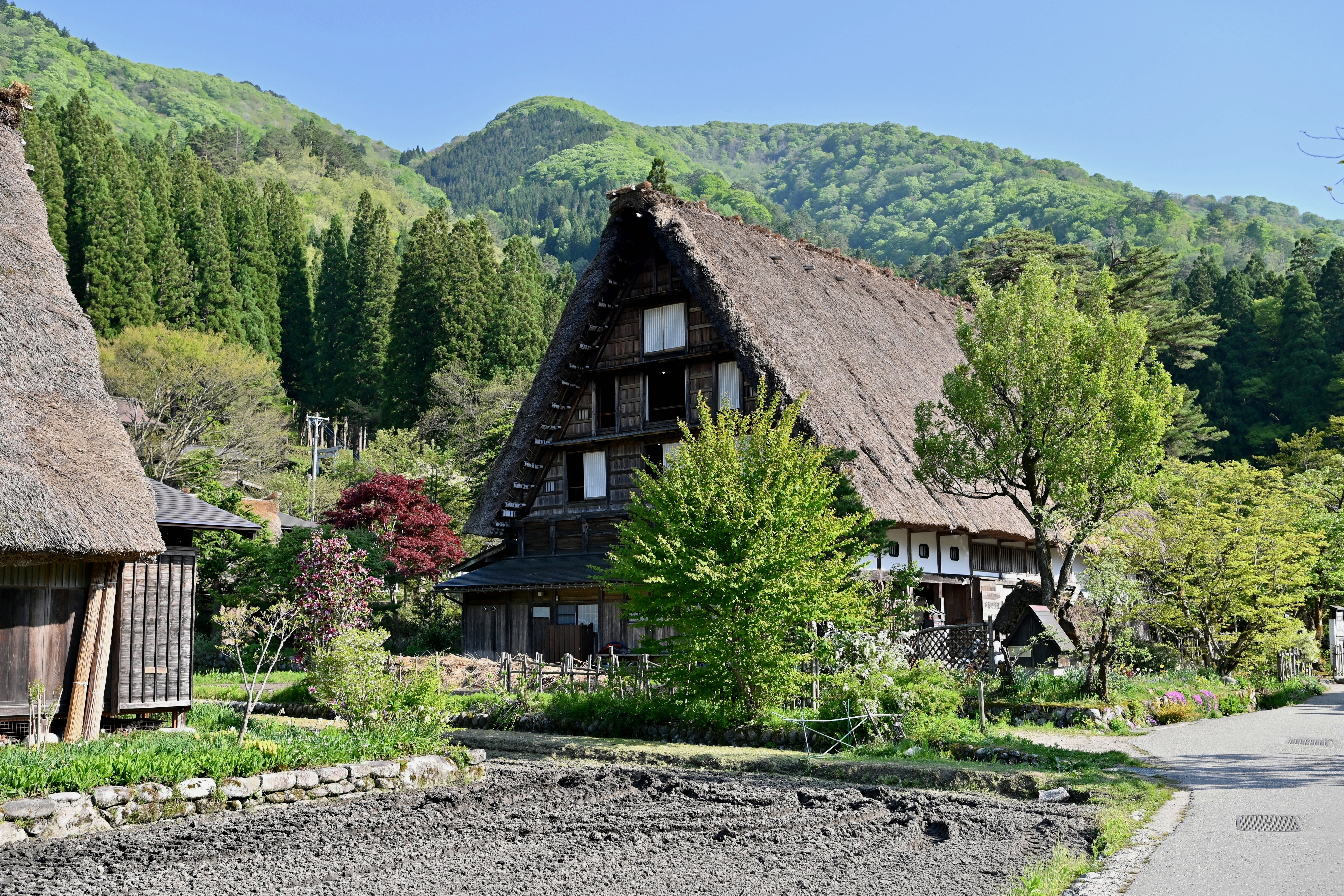
庫裏 岐阜県指定有形文化財 （建造物）
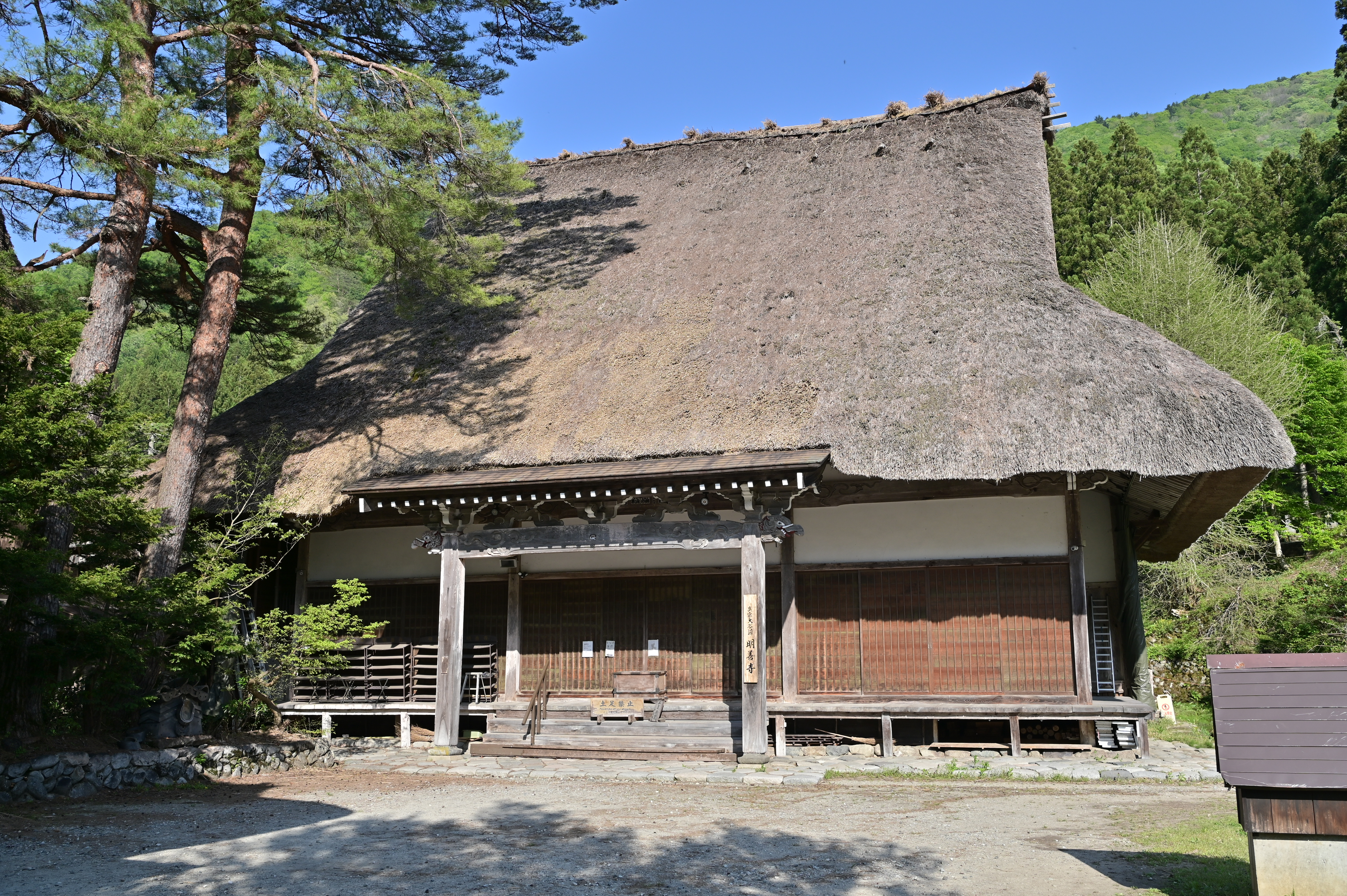
本堂 白川村指定有形文化財 （建造物）
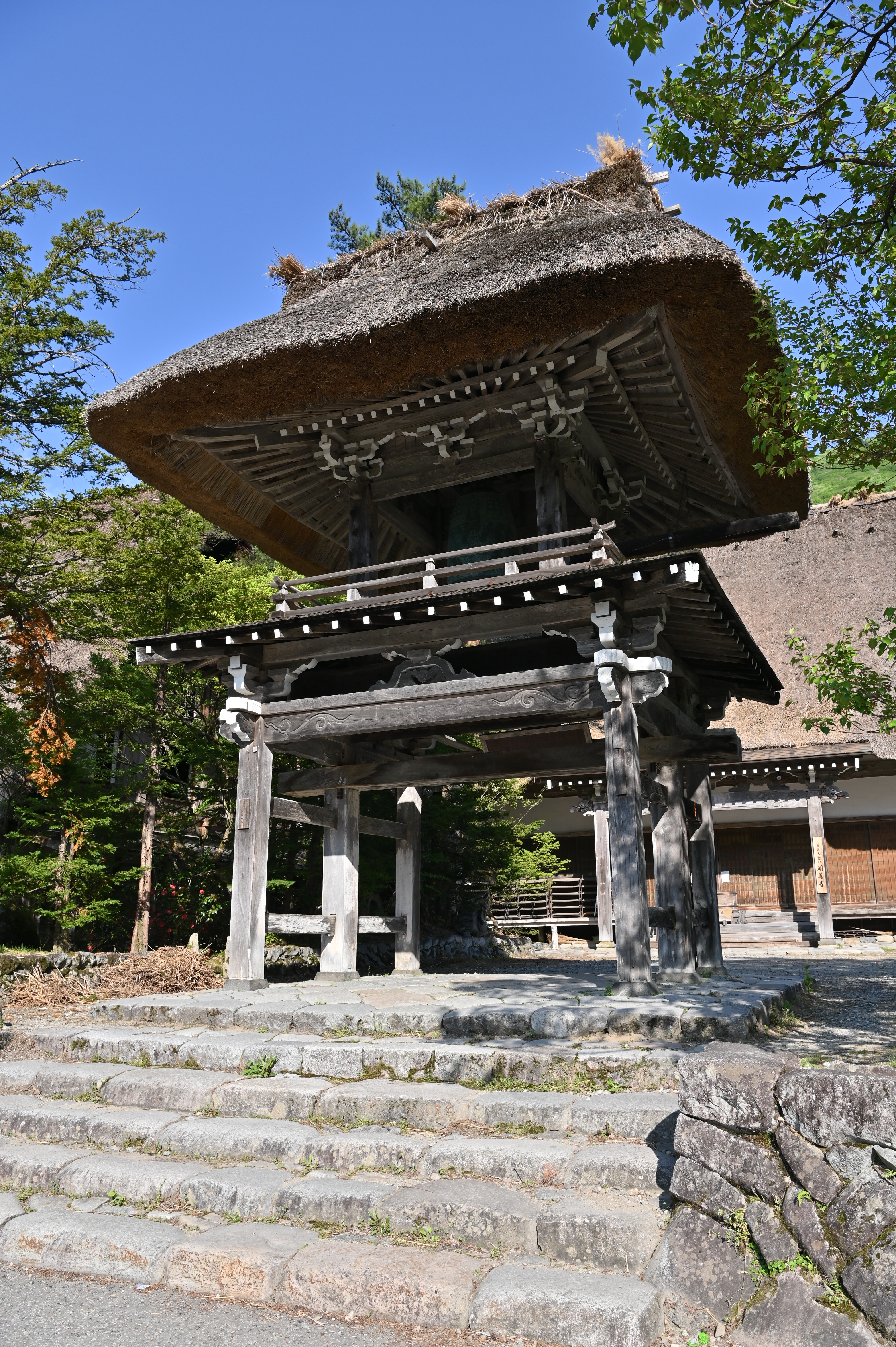
鐘楼門 岐阜県指定有形文化財 （建造物）
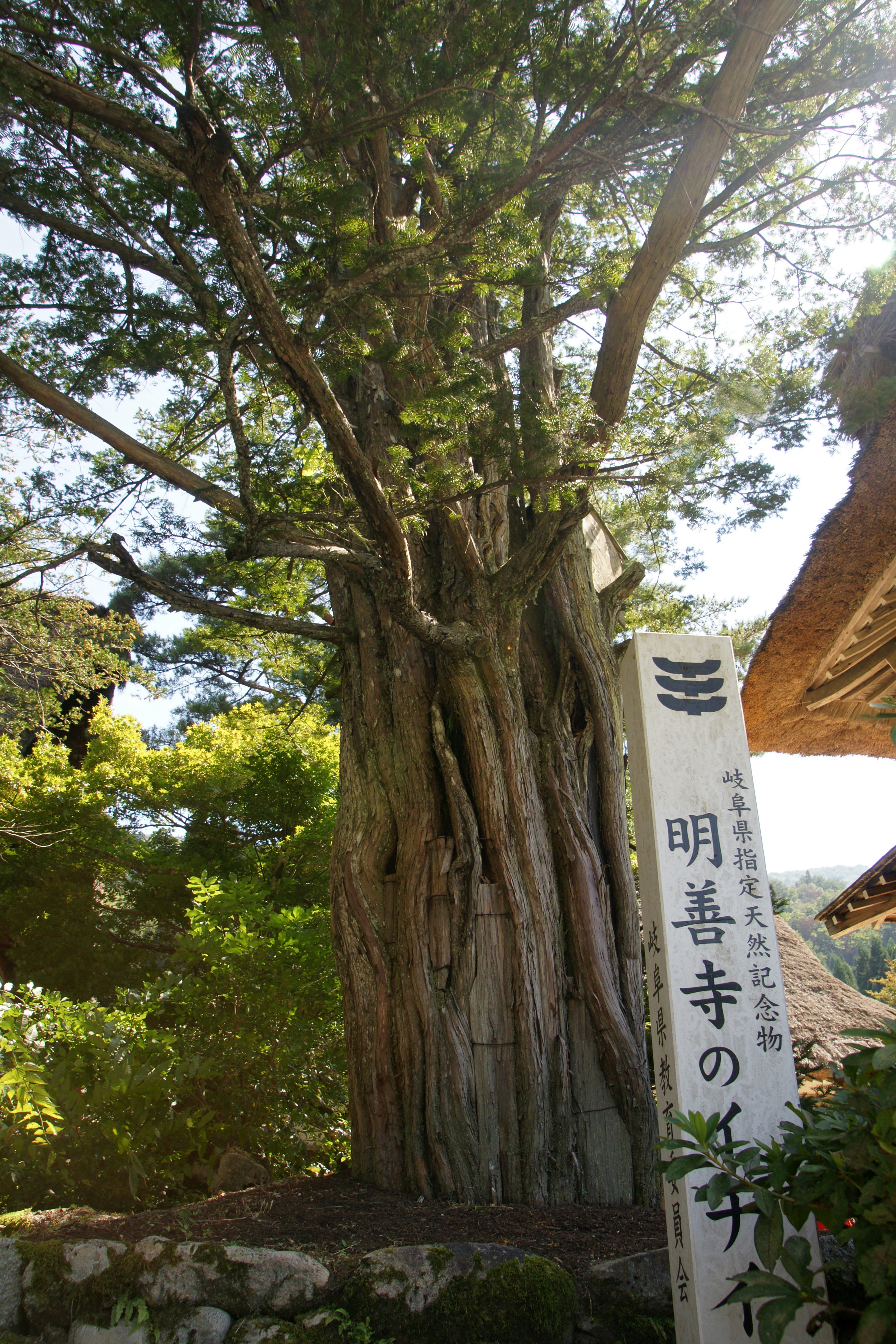
イチイ 岐阜県指定天然記念物